# Coelorinchus dorsalis
Coelorinchus dorsalis és una espècie de peix de la família dels macrúrids i de l'ordre dels gadiformes.

## Hàbitat
És un peix bentopelàgic i marí d'aigües tropicals.

## Distribució geogràfica
Es troba al nord de Luzón (Filipines).